# Аризона Даймондбекс

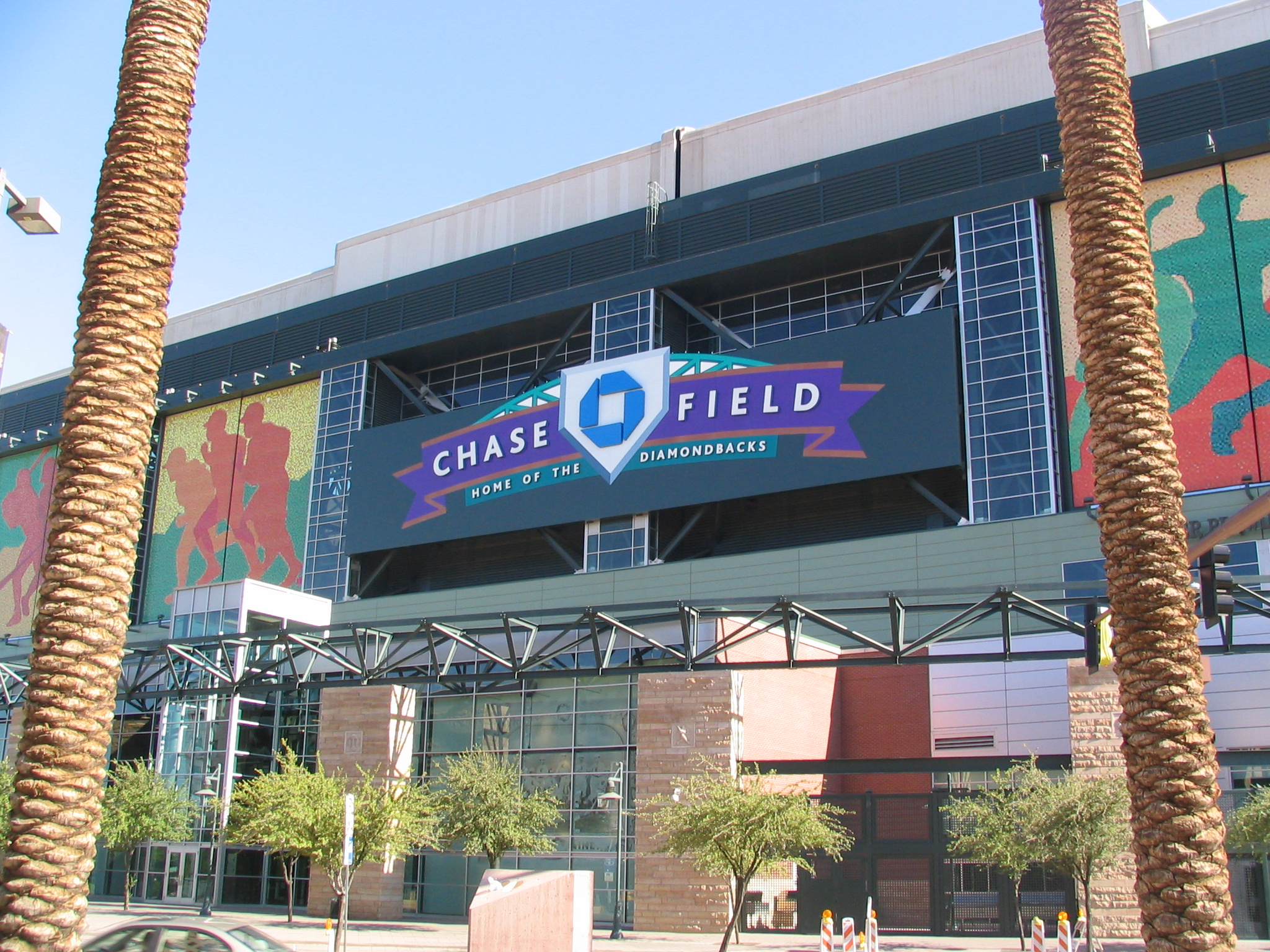
Аризона Діамондбакс

«Ариз́она Даймондб́екс» (англ. Arizona Diamondbacks) заснована у 1998 професійна бейсбольна команда розташована в місті Фінікс в штаті Аризона. Команда є членом Західного дивізіону, Національної бейсбольної ліги, Головної бейсбольної ліги.
Домашнім полем для «Аризона Даймондбекс» — Чейс Філд.
«Даймондбекс» виграли Світову серію (чемпіонат бейсболу США) у 2001.

## Виступи в післясезонні
| Рік  | Гра Вайлд-кард | Гра Вайлд-кард | Дивізійна серія НЛ   | Дивізійна серія НЛ | Чемпіонська серія НЛ | Чемпіонська серія НЛ | Світова серія    | Світова серія |
| ---- | -------------- | -------------- | -------------------- | ------------------ | -------------------- | -------------------- | ---------------- | ------------- |
| 1999 | Не гралася     | Не гралася     | Нью-Йорк Метс        | 3:1                |                      |                      |                  |               |
| 2001 | Не гралася     | Не гралася     | Сент-Луїс Кардиналс  | 3:2                | Атланта Брейвз       | 4:1                  | Нью-Йорк Янкіз   | 4:3           |
| 2002 | Не гралася     | Не гралася     | Сент-Луїс Кардиналс  | 0:3                |                      |                      |                  |               |
| 2007 | Не гралася     | Не гралася     | Чикаго Кабс          | 3:0                | Колорадо Рокіс       | 0:4                  |                  |               |
| 2011 | Не гралася     | Не гралася     | Мілвокі Брюерс       | 2:3                |                      |                      |                  |               |
| 2017 | Колорадо Рокіс | 1:0            | Лос-Анджелес Доджерс | 0:3                |                      |                      |                  |               |
| 2023 | Мілвокі Брюерс | 2:0            | Лос-Анджелес Доджерс | 3:0                | Філадельфія Філліз   | 4:3                  | Тексас Рейнджерз | 1:4           |